# Musée archéologique du lac de Paladru
Le musée archéologique du lac de Paladru (MALP) est un musée situé sur le territoire de la nouvelle commune des Villages du Lac de Paladru, à proximité immédiate du lac du même nom, dans le département français de l'Isère en région Auvergne-Rhône-Alpes.
La création du musée actuel, remplaçant un ancien établissement situé à Charavines, a été lancée à l'initiative de la communauté d'agglomération du Pays voironnais et son ouverture officielle au public a eu lieu le 7 juin 2022.

## Situation et accès

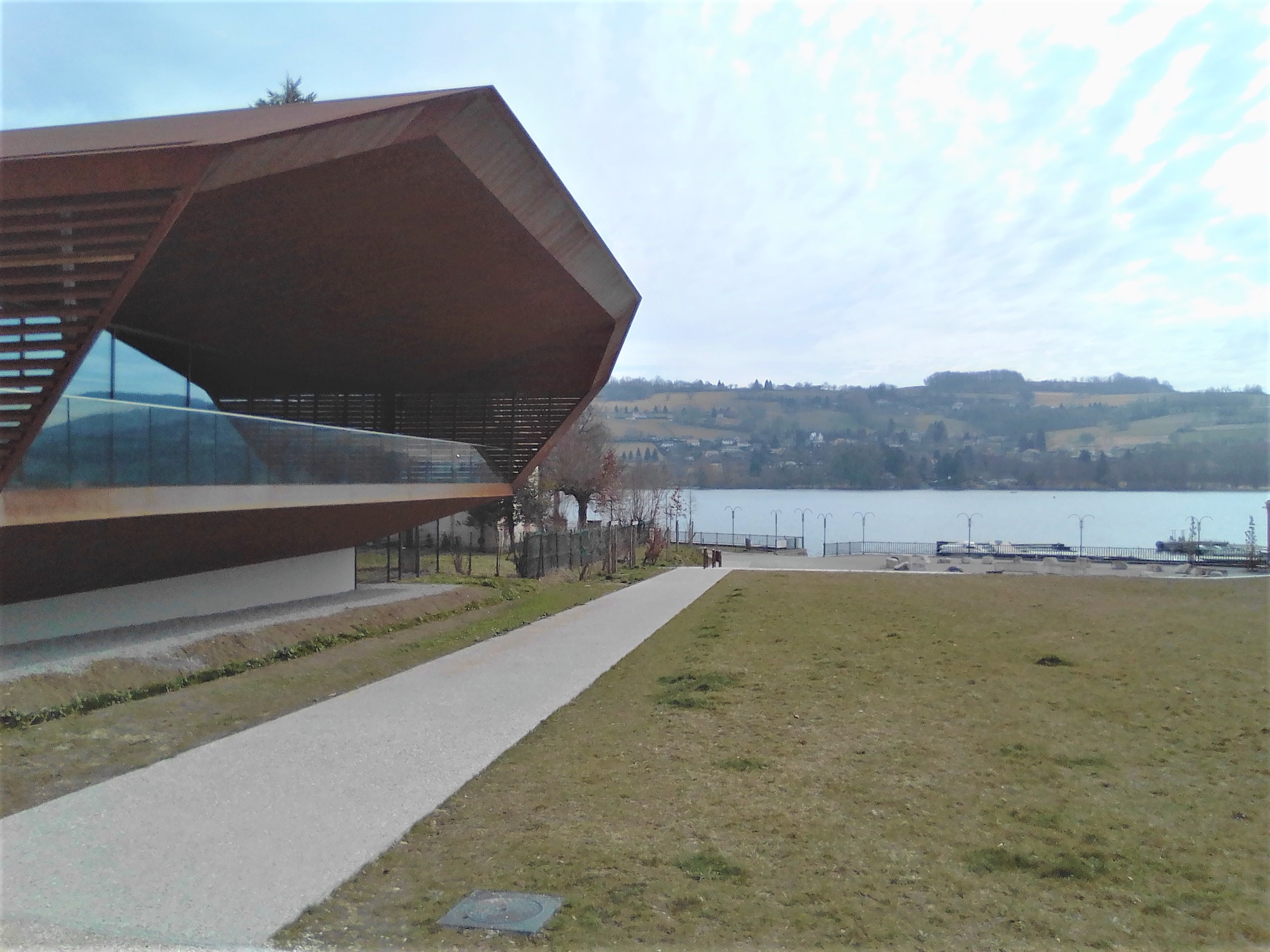
Terrasse arrière du musée face au lac de Paladru

### Situation
Le musée est situé au nord du lac de Paladru, à moins de cent mètres de la rive et de la plage municipale de l'ancienne commune de Paladru.
Dès son ouverture, le musée est accessible à tous les visiteurs y compris aux personnes à mobilité réduite. Un parking a été aménagé à proximité du futur musée.

### Accès par la route
Le site est accessible par la route départementale 50 (RD50) qui relie la commune d'Apprieu (raccordement à la RD520) à celle de La Bâtie-Divisin, (raccordement à la RD1075).

### Accès par les sentiers
Le chemin de Compostelle partant de la ville de Genève en Suisse recueille les pèlerins suisses et allemands se rendant à la ville espagnole et aboutit à la via Podiensis tout en se confondant, dans son parcours français avec le sentier de grande randonnée GR65 passe au nord-ouest et à l'ouest de la commune à quelques centaines de mètres du site.

### Accès par les transports publics
La gare ferroviaire la plus proche est la gare de Voiron. Celle-ci est desservie par des trains TER Auvergne-Rhône-Alpes en provenance de Grenoble et de Lyon.

#### Ligne d'autobus
Le réseau interurbain Pays voironnais Mobilité dessert le site avec la Ligne G : Voiron (Gare SNCF) ↔ Charavines ↔ Paladru (village) ↔ Montferrat ↔ Charancieu.
Cette ligne fonctionne du lundi au samedi et en heures creuses, il y a la possibilité d'utiliser le service du transport à la demande (tad), sous certaines conditions, il suffit de téléphoner à l’agence mobilité à Voiron.

#### Ligne d'autocar
La ligne T43 du réseau interurbain de l'Isère (Voiron — Gare routière Sud ⥋ Les Abrets-en-Dauphiné — Le Bailly) dessert le musée au niveau de l'arrêt Paladru.

## Historique

### L'ancien musée
L'ancien musée archéologique de Charavines, située au sud du bassin lacustre, a définitivement fermé ses portes au grand public en janvier 2018.
Celui-ci exposait de nombreux objets datant de deux époques différentes qui sont le reflet de l'histoire du lac, le Néolithique et l’an mil, la plupart ayant été découverts sur le site de Colletière à Charavines. Sa fermeture est liée au projet de nouveau musée archéologique déplacé au nord du lac.

Quelques photos de l'ancien musée archéologique de Charavines
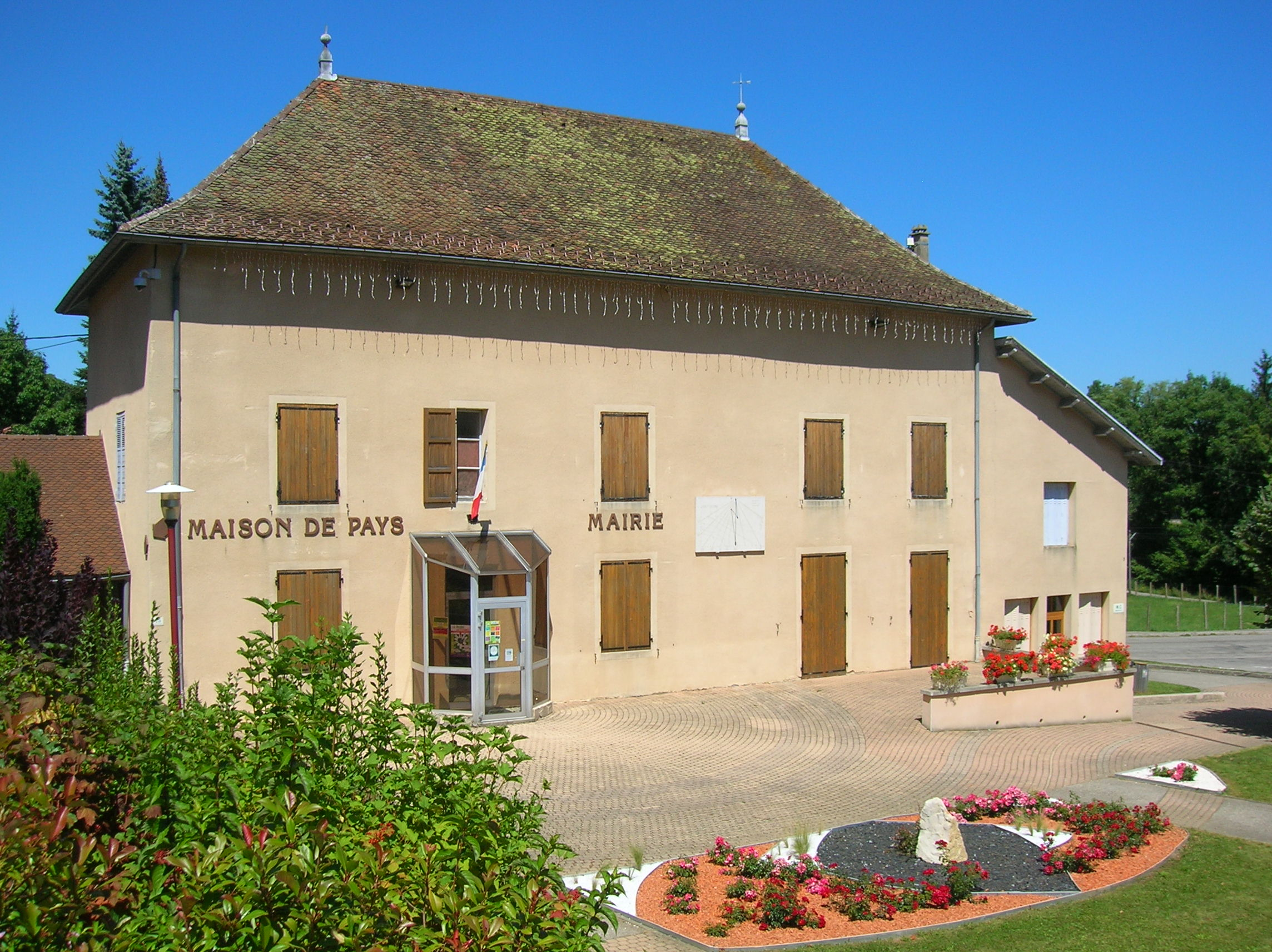
L'ancien musée à Charavines, dans le bâtiment de l'ancienne mairie.
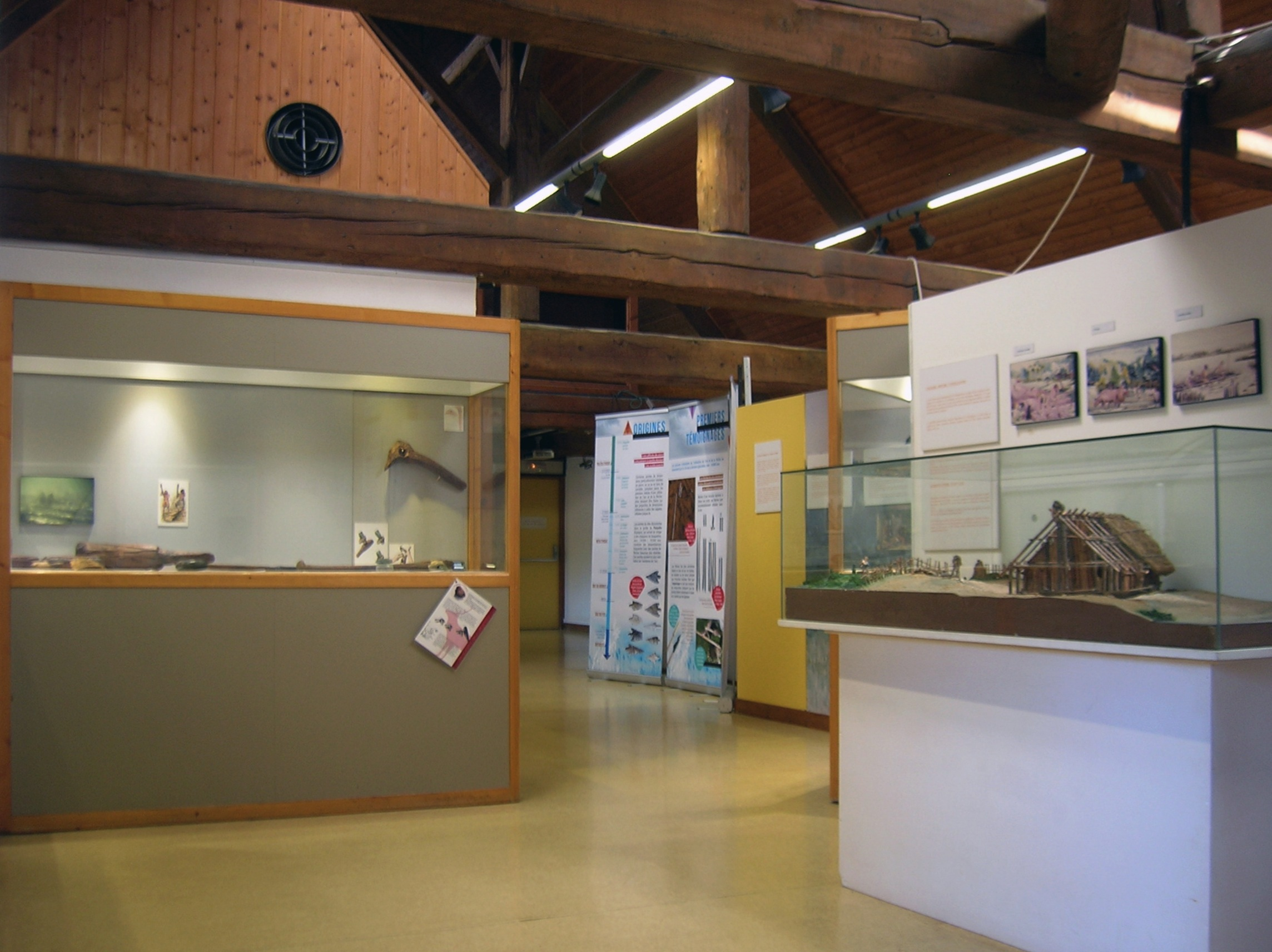
La configuration du premier musée.
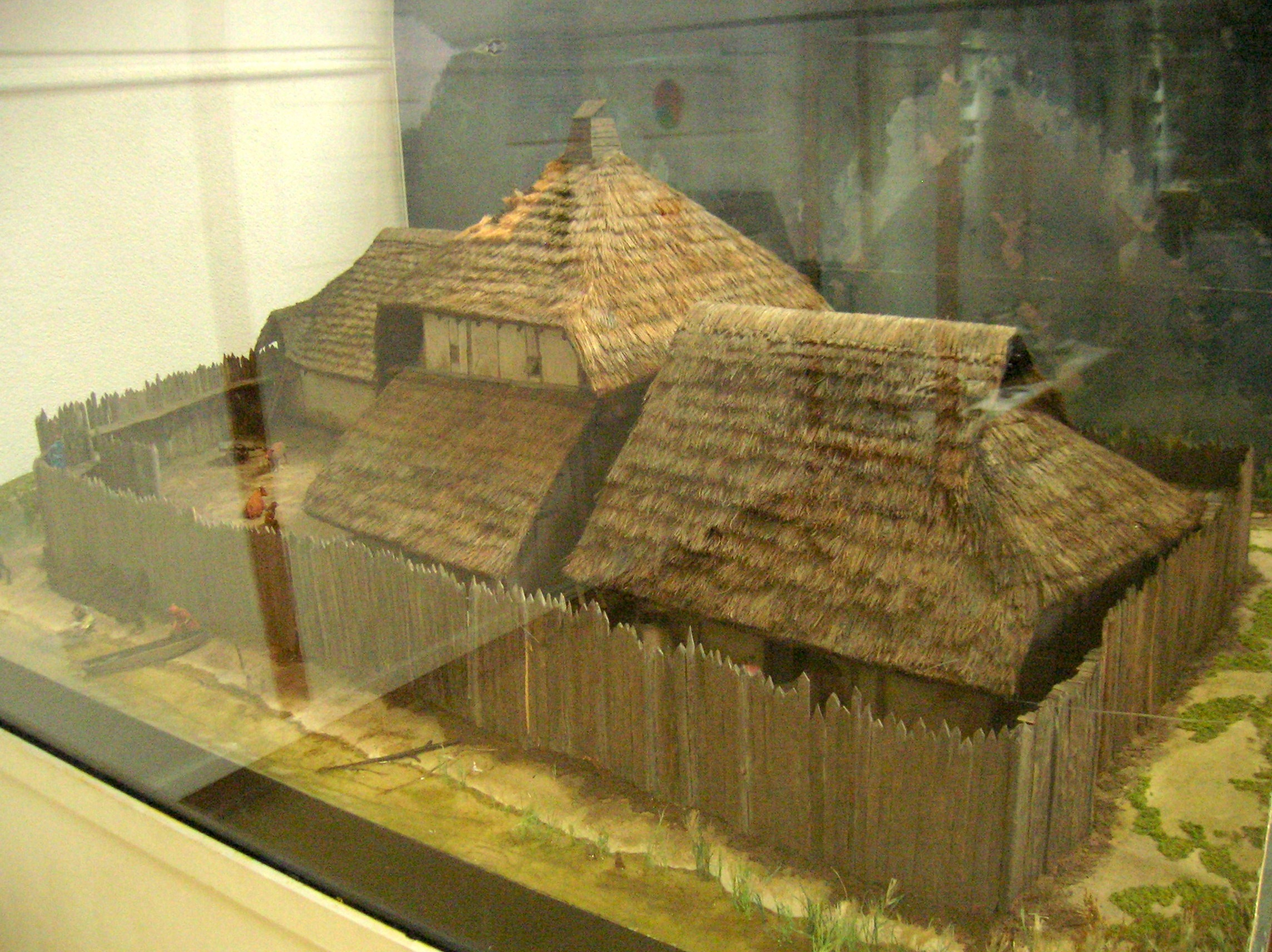
Maquette de l'habitat fortifié des cavaliers-paysans de l'an mil.
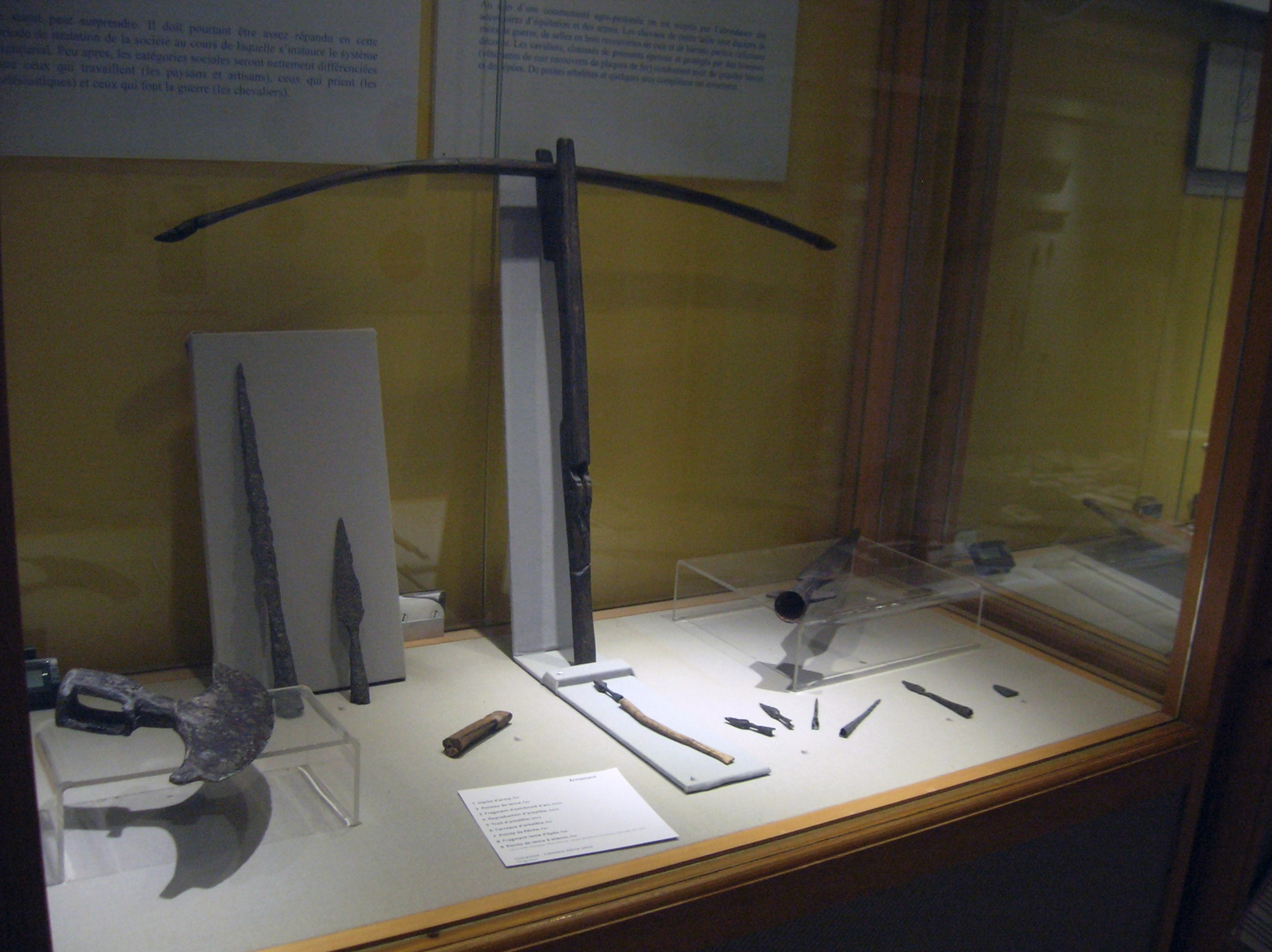
Pièces archéologiques.
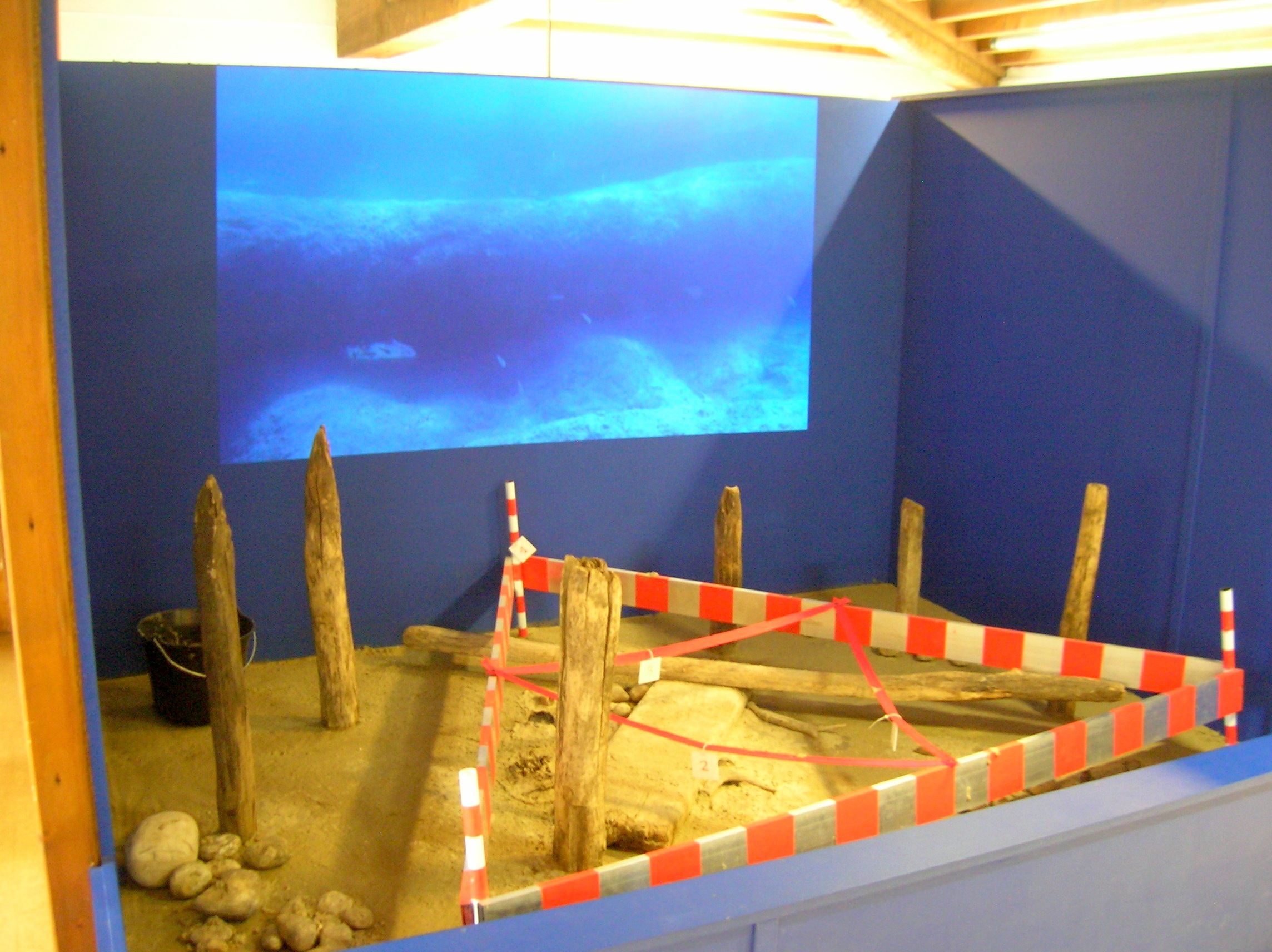
Reconstitution de la technique de fouille

### Le nouveau musée

#### Le bâtiment

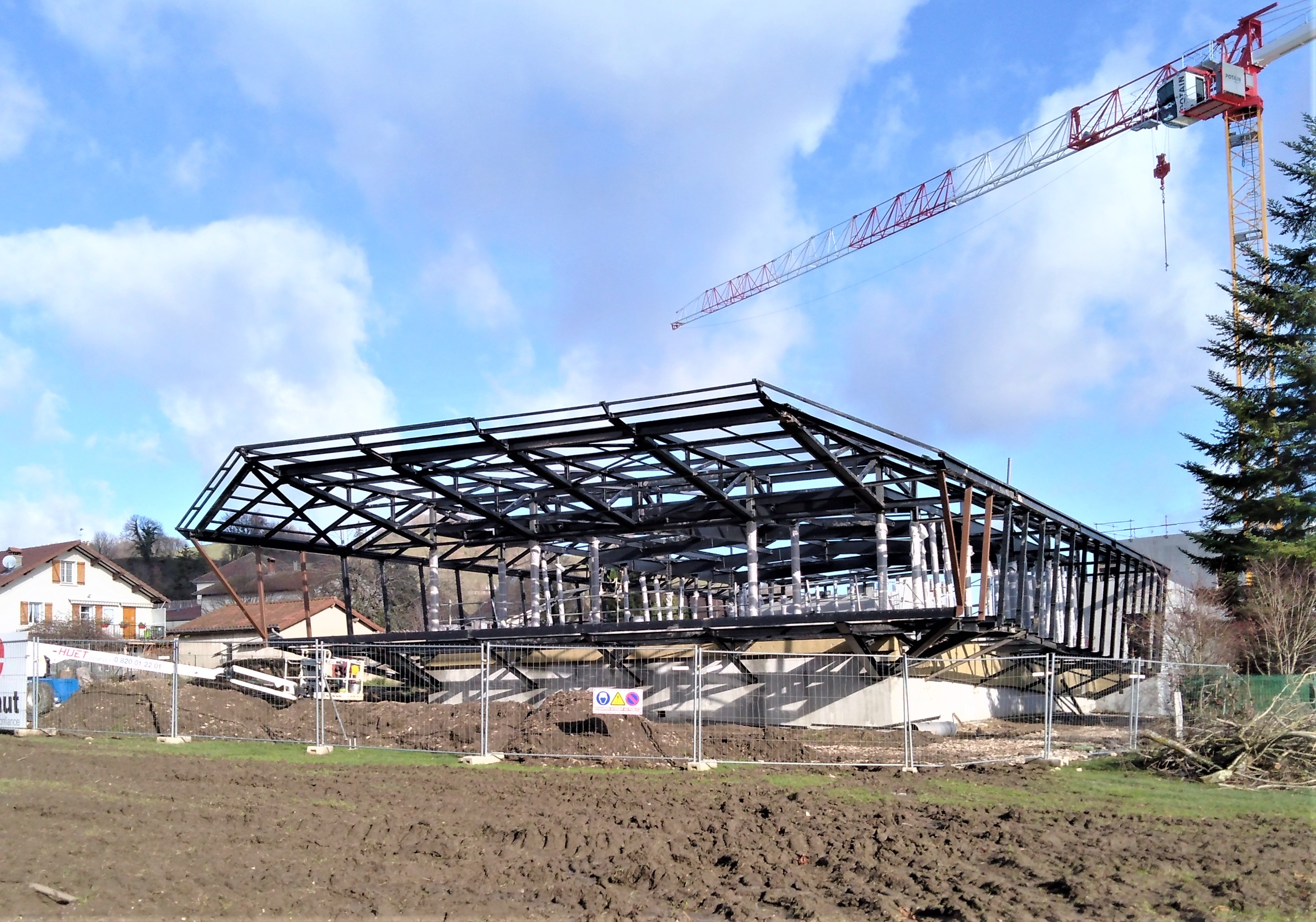
Travaux du futur MALP en décembre 2019.

La cérémonie de pose de la première pierre du musée s'est déroulée le 15 juin 2019. Prévu pour s'étendre sur une surface de 1 200 m2, le bâtiment a été élaboré dans un design contemporain par l’agence Basalt architecture et A-Team architectes, le chantier ayant quant à lui été dirigé par INDY Architectes. Ses salles ont été conçues pour abriter des objets datant du Néolithique et du Moyen Âge avec les cavaliers-paysans de l'an mil, et évoquer le travail de fouilles subaquatiques du lac.
Entouré d'un parc arboré, d'un parking et évoquant la forme d'une pirogue renversée qui recouvre l'ensemble des salles, le musée dispose d'une grande terrasse servant de belvédère permettant de découvrir le lac de Paladru. Face aux larges baies vitrées, une table interactive retrace l’évolution de l’environnement des périodes glaciaires jusqu’à aujourd’hui. 

#### Budget
Le projet de musée a reçu le soutien de l’État, de la DRAC Auvergne-Rhône-Alpes, du département de l’Isère et de la région Auvergne-Rhône-Alpes.
Selon le site du MALP, le budget pour la construction de l’édifice s’est élevé à 6 millions d’euros répartis de cette manière :
- 2,6 M€ pris en charge par la Communauté du Pays Voironnais
- 1,14 M€ par L’État français
- 1,12 M€ par la Région Auvergne-Rhône-Alpes
- 1 M€ par le Département de l'Isère
- 140 000 € de Leader

#### Fréquentation
Les premiers visiteurs (dont des collégiens d'une classe de 6e, invités pour cette occasion) se sont présentés le mardi 7 juin 2022. Un an après son ouverture, le musée dépasse largement les objectifs de fréquentation prévus.
Période d'ouverture
- Durant la période estivale (avril - octobre), le musée est ouvert aux particuliers du mardi au dimanche de 10h00 à 12h30 et de 14h00 à 18h00.
- Durant la période hivernale (novembre -mars), le musée est ouvert au particuliers les Samedi, dimanche et vacances scolaires de la zone A, de 10h00 à 12h30 et de 14h00 à 17h00.

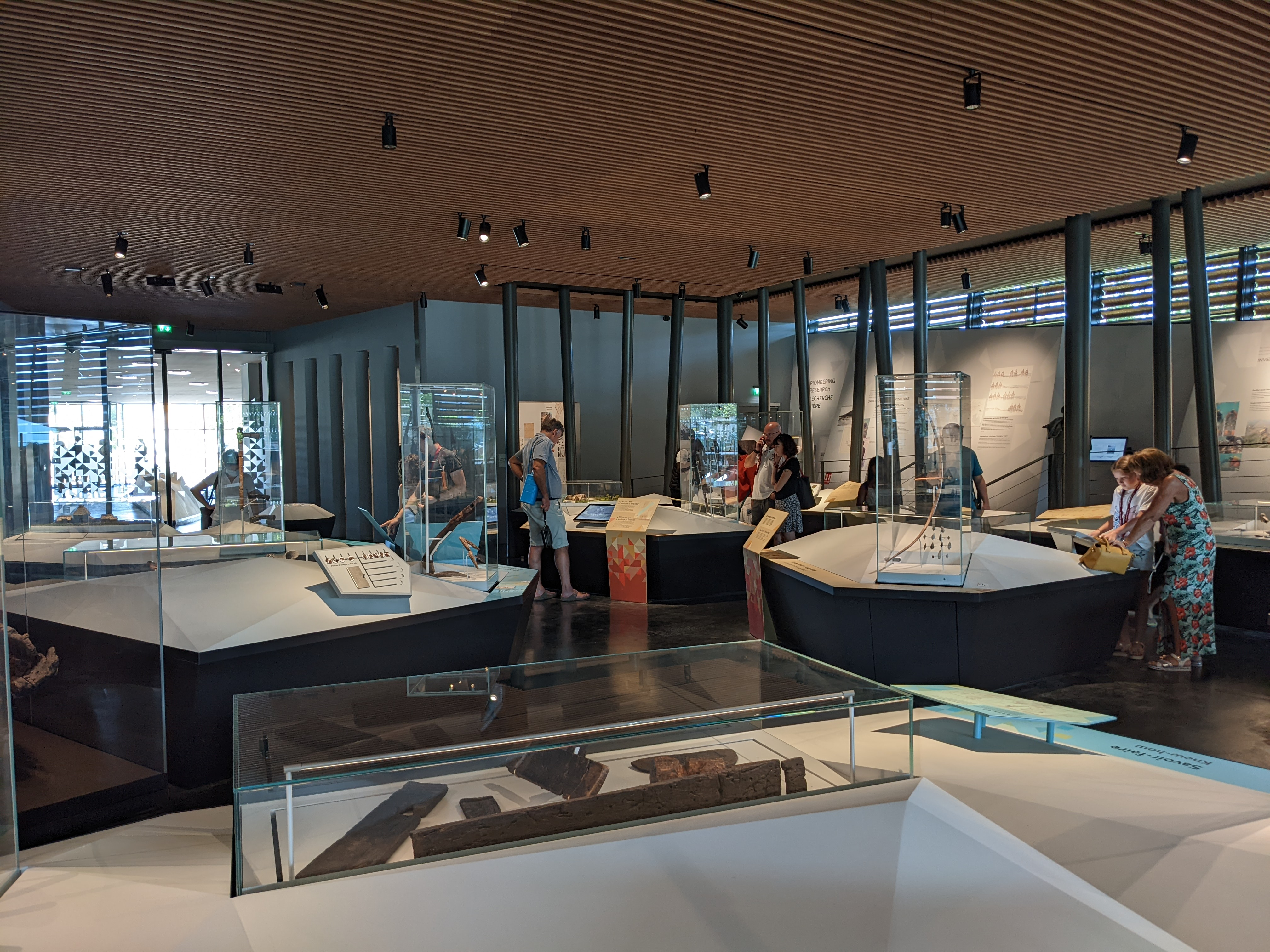
Intérieur du Musée archéologique du lac de Paladru

Des audioguides sont à disposition des visiteurs du musée et des visites guidées sont proposées et l'ensemble des collections sont accessibles aux personnes porteuses de handicap et à mobilité réduite (PMR).

## Collections
Une sélection de près de 580 objets originaux datant des périodes néolithique, antique et médiévale, sont proposés aux visiteurs, ainsi que des reproductions,. Les objets, très bien conservés, sont issus des fouilles archéologiques subaquatiques effectuées dans le lac de Paladru par les archéologues entre 1972 et 2009.
Dans le cadre de cette collection, le MALP a été accompagné par un comité scientifique composé de :
- Lionel Bergatto, conseiller musée à la Direction régionale des affaires culturelles Auvergne-Rhône-Alpes
- Yves Billaud, conservateur en chef du Patrimoine, Département des recherches archéologiques subaquatiques et sous-marines,
- Michel Colardelle, conservateur en chef honoraire du Patrimoine,
- Olivier Cogne, directeur du Musée dauphinois,
- Patricia Guillermin, conservatrice du Patrimoine,
- Jean-Pascal Jospin, conservateur en chef du Patrimoine,
- Catherine Louboutin, conservatrice en chef du patrimoine honoraire,
- Jean-Pierre Moyne, historien, archéologue,
- Éric Thirault, professeur des universités, Université Lumière-Lyon-II.